# حصار سنگی
حصار سنگی روستایی است در دهستان فشارود از توابع بخش مرکزی شهرستان بیرجند، واقع در استان خراسان جنوبی که بر پایه سرشماری عمومی نفوس و مسکن در سال ۱۳۹۵ جمعیت این روستا ۲۷۵ نفر (در ۹۷ خانوار) بوده‌است.